# KPÖ Salzburg
Die KPÖ Salzburg ist der Landesverband der Kommunistischen Partei Österreichs im Land Salzburg.
Sie war von 1945 bis 1949  im Salzburger Landtag mit einem Mandat (3,80 Prozent) vertreten. Über viele Jahre war sie im Land Salzburg annähernd bedeutungslos. Im März 2019 gewann sie ein Mandat im Salzburger Gemeinderat, das Kay-Michael Dankl ausgeübte. Bei der Gemeinderats- und Bürgermeisterwahl 2024 in Salzburg errang sie 23,12 Prozent, was ihr zehn Mandate bescherte. 
Bei der Landtagswahl in Salzburg 2023 erreichte sie als KPÖ PLUS 11,66 Prozent der abgegebenen Stimmen und zog mit den vier Abgeordneten Kay-Michael Dankl, Christian Eichinger, Natalie Hangöbl und Sarah Pansy zu Beginn der 17. Gesetzgebungsperiode in den Salzburger Landtag ein. Im Zuge der Bürgermeisterwahl in Salzburg 2024 wurde Kay-Michael Dankl zum Vizebürgermeister gewählt, als Klubobfrau folgte ihm Natalie Hangöbl nach, sein Landtagsmandat ging an Markus Walter.